# Trienamoeba jachowskii
Trienamoeba jachowskii – gatunek ameby należący do gromady Discosea wchodzącej w skład supergrupy Amoebozoa. Przynależność tego gatunku do rzędu Dactylopodida jest niepewna.
Trofozoit osiąga wielkość 13,5 – 22,5 μm. Gatunek ten posiada jedno jądro wielkości 3 μm.
Występuje w Atlantyku.